# بوبي كلارك (مغني)
بوبي كلارك (بالإنجليزية: Bobby Clark)‏ هو مغني أمريكي، ولد في القرن العشرين، وتوفي في 22 مايو 2014.

## وصلات خارجية
- الموقع الرسمي